# Яворський Сергій Олександрович
Сергі́й Олекса́ндрович Яво́рський (нар. 12 квітня 1986, Донецьк) — український футболіст, центральний захисник футбольного клубу «Ворскла».

## Клубна кар'єра
Народився 12 квітня 1986 року в місті Донецьк. Вихованець футбольної школи клубу «Олімпік-УОР» із міста Донецька, після чого підписав контракт із місцевим «Шахтарем».

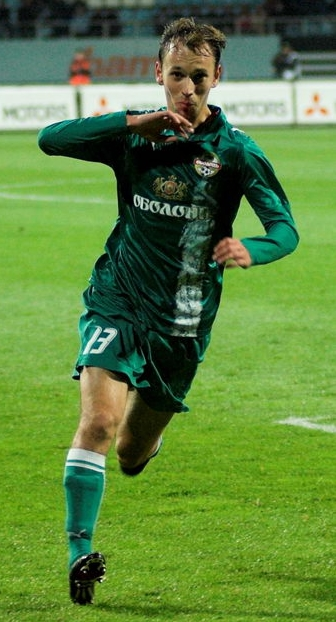
Сергій Яворський під час виступів за «Оболонь». 17 жовтня 2009 року.

У дорослому футболі дебютував 13 квітня 2006 року виступами за «Олімпік» (Донецьк), у якому грав на правах оренди півтора сезони, узявши участь у 38 матчах чемпіонату. Більшість часу, проведеного у складі донецького «Олімпіка», був основним гравцем команди.
Улітку 2007 року перейшов на рік на правах оренди в «Іллічівець», у складі якого також здебільшого виходив на поле в основному складі команди, зігравши у 38 іграх і допомігши команді виграти Першу лігу та повернутися в елітний дивізіон.
Із 2008 року два сезони також на правах оренди захищав кольори «Оболоні», допомігши команді піднятись в елітний дивізіон. Тренерським штабом нового клубу також розглядався як гравець «основи».
До складу «Іллічівця» вдруге на правах оренди приєднався 4 червня 2010 року, а 11 січня 2012 року маріупольська команда повністю викупила трансфер гравця.
У червні 2015 року відправився за кордон, підписавши контракт із казахстанським «Тоболом». У грудні 2016 року офіційно залишив казахстанський клуб.

## Виступи за збірні
2006 року дебютував у складі юнацької збірної України, за яку протягом трьох років зіграв у 12 іграх на юнацькому рівні.
2009 року провів одну гру у складі молодіжної збірної України.

## Досягнення
- Переможець Першої ліги України: 2007/08
- Срібний призер Першої ліги України: 2008/09